# Made in America
Made in America (v anglickém originále Made in America) je americká filmová komedie z roku 1993. Režisérem filmu je Richard Benjamin. Hlavní role ve filmu ztvárnili Whoopi Goldberg, Ted Danson, Nia Long, Will Smith a Jennifer Tilly.

## Obsazení
| Whoopi Goldberg | Sarah Matthews |
| Ted Danson      | Hal Jackson    |
| Nia Long        | Zora           |
| Will Smith      | Tea Cake       |
| Jennifer Tilly  | Stacy          |
| Paul Rodriguez  | Jose           |
| Peggy Rea       | Alberta        |
| Clyde Kusatsu   | Bob Takashima  |